# Rodrigo Mathiola
Rodrigo Antonio Mathiola (Navegantes, 14 agosto 1997) è un calciatore brasiliano, centrocampista del Beira-Mar.

## Caratteristiche tecniche
È un trequartista.

## Carriera
Dopo aver militato nelle serie inferiori del campionato brasiliano, nel 2019 è stato acquistato dal Vitória Setúbal. Ha esordito in Primeira Liga il 23 agosto dello stesso anno disputando l'incontro pareggiato 0-0 contro il Moreirense.